# Beverly (Nova Jersey)
Beverly és una població dels Estats Units a l'estat de Nova Jersey. Segons el cens del 2006 tenia 2.651 habitants.

## Demografia
Segons el cens del 2000, Beverly tenia 2.661 habitants, 960 habitatges, i 694 famílies. La densitat de població era de 1.771,4 habitants/km².
Dels 960 habitatges en un 33,3% hi vivien nens de menys de 18 anys, en un 44,6% hi vivien parelles casades, en un 22,7% dones solteres, i en un 27,7% no eren unitats familiars. En el 21,6% dels habitatges hi vivien persones soles el 10,1% de les quals corresponia a persones de 65 anys o més que vivien soles. El nombre mitjà de persones vivint en cada habitatge era de 2,77 i el nombre mitjà de persones que vivien en cada família era de 3,23.
Per edats la població es repartia de la següent manera: un 28,3% tenia menys de 18 anys, un 8,8% entre 18 i 24, un 29,8% entre 25 i 44, un 21,2% de 45 a 60 i un 11,8% 65 anys o més.
L'edat mediana era de 35 anys. Per cada 100 dones de 18 o més anys hi havia 85,3 homes.
La renda mediana per habitatge era de 45.054 $ i la renda mediana per família de 49.519 $. Els homes tenien una renda mediana de 35.954 $ mentre que les dones 23.836 $. La renda per capita de la població era de 17.760 $. Aproximadament el 8,5% de les famílies i l'11,5% de la població estaven per davall del llindar de pobresa.

## Poblacions més properes
El següent diagrama mostra les poblacions més properes.